# Кутс (Індіана)
Кутс (англ. Kouts) — місто (англ. town) в США, в окрузі Портер штату Індіана. Населення — 2028 осіб (2020).

## Географія
Кутс розташований за координатами 41°19′2″ пн. ш. 87°1′35″ зх. д. / 41.31722° пн. ш. 87.02639° зх. д. (41.317163, -87.026427).  За даними Бюро перепису населення США в 2010 році місто мало площу 2,90 км², уся площа — суходіл.

## Демографія
Згідно з переписом 2010 року, у місті мешкало 1879 осіб у 719 домогосподарствах у складі 524 родин. Густота населення становила 649 осіб/км².  Було 753 помешкання (260/км²).
Расовий склад населення:
| - 97,6 % — білих - 0,6 % — азіатів - 0,3 % — корінних американців - 0,3 % — чорних або афроамериканців |

До двох чи більше рас належало 1,0 %. Частка іспаномовних становила 5,1 % від усіх жителів.
За віковим діапазоном населення розподілялося таким чином: 27,8 % — особи молодші 18 років, 58,6 % — особи у віці 18—64 років, 13,6 % — особи у віці 65 років та старші. Медіана віку мешканця становила 35,5 року. На 100 осіб жіночої статі у місті припадало 92,9 чоловіків;  на 100 жінок у віці від 18 років та старших — 91,0 чоловіків також старших 18 років.
Середній дохід на одне домашнє господарство  становив 64 266 доларів США (медіана — 59 444), а середній дохід на одну сім'ю — 70 228 доларів (медіана — 62 500). Медіана доходів становила 53 750 доларів для чоловіків та 34 479 доларів для жінок. За межею бідності перебувало 4,7 % осіб, у тому числі 3,0 % дітей у віці до 18 років та 5,3 % осіб у віці 65 років та старших.
Цивільне працевлаштоване населення становило 876 осіб. Основні галузі зайнятості: освіта, охорона здоров'я та соціальна допомога — 24,5 %, виробництво — 17,5 %, роздрібна торгівля — 9,1 %, будівництво — 8,4 %.